# Nicole Arcangeli
Nicole Arcangeli (22 ottobre 2003) è una calciatrice italiana, attaccante della Nazionale Under-23 italiana.

## Carriera

### Club
Nicole Arcangeli nasce calcisticamente tra la Junior Coriando e il Riccione, per poi essere ingaggiata dalla Juventus nel 2019, ove prosegue la propria crescita tra le file giovanili, segnando 40 reti con la Primavera bianconera in tre anni.
Il 19 dicembre 2021 esordisce in Coppa Italia con la prima squadra della Juventus, nell'incontro vinto 4-1 contro la Pink Bari, e il 14 maggio 2022 esordisce in Serie A, subentrando al 64' di Milan-Juventus (finita poi 1-2) nella giornata della festa Scudetto delle bianconere, che ottengono il quinto titolo consecutivo.
Trovando poco spazio in prima squadra, Arcangeli viene girata in prestito al Parma nel mercato invernale della stagione 2022-2023, ove colleziona 12 presenze nella massima serie e una presenza in Coppa Italia, quindi nell'estate del 2023 viene nuovamente girata in prestito al Como, sempre in Serie A, ove disputa 11 incontri di campionato.
Il 27 gennaio 2024, passa in prestito al Pomigliano, sempre in Serie A, fino al termine della stagione; realizza tre reti in 12 presenze con la formazione campana, che retrocede in Serie B al termine dell'annata.
Il 23 luglio 2024, viene ceduta in prestito per una stagione alla Sampdoria, sempre in Serie A. Il 4 febbraio successivo viene riscattata, diventando del tutto blucerchiata.

### Nazionale
L'attaccante ha militato in tutte le under della nazionale azzurra, in particolare disputando tutte e 6 le partite del torneo di qualificazione al Campionato europeo under 19 del 2022, segnando in ciascun incontro per un totale di 7 marcature.
Ha realizzato poi, all'Europeo tra il giugno e il luglio 2022, cinque reti in tre presenze.

## Statistiche
Statistiche aggiornate all'11 maggio 2025.
| Stagione            | Squadra         | Campionato      | Campionato | Campionato | Coppe nazionali | Coppe nazionali | Coppe nazionali | Coppe continentali | Coppe continentali | Coppe continentali | Altre coppe | Altre coppe | Altre coppe | Totale | Totale |
| Stagione            | Squadra         | Comp            | Pres       | Reti       | Comp            | Pres            | Reti            | Comp               | Pres               | Reti               | Comp        | Pres        | Reti        | Pres   | Reti   |
| ------------------- | --------------- | --------------- | ---------- | ---------- | --------------- | --------------- | --------------- | ------------------ | ------------------ | ------------------ | ----------- | ----------- | ----------- | ------ | ------ |
| 2018-2019           | Riccione        | C               | ?          | 5          | CIC             | ?               | ?               |                    | -                  | -                  |             | -           | -           | ?      | 5+     |
| 2021-2022           | Juventus        | A               | 1          | 0          | CI              | 2               | 0               |                    | -                  | -                  |             | -           | -           | 3      | 0      |
| gen.-giu. 2023      | Parma           | A               | 12         | 0          | CI              | 1               | 0               |                    | -                  | -                  |             | -           | -           | 13     | 0      |
| ago. 2023-gen. 2024 | Como            | A               | 11         | 0          | CI              | 1               | 0               |                    | -                  | -                  |             | -           | -           | 12     | 0      |
| gen.-giu. 2024      | Pomigliano      | A               | 13         | 3          | CI              | 0               | 0               |                    | -                  | -                  |             | -           | -           | 13     | 3      |
| 2024-2025           | Sampdoria       | A               | 23         | 3          | CI              | 1               | 0               | -                  | -                  | -                  | -           | -           | -           | 24     | 3      |
| Totale carriera     | Totale carriera | Totale carriera | 60+        | 11+        |                 | 5+              | 0+              |                    | -                  | -                  |             | -           | -           | 65+    | 11+    |

## Palmarès

### Club
- Campionato italiano: 1

Juventus: 2021-2022
- Coppa Italia: 1

Juventus: 2021-2022

### Individuale
- Capocannoniere dell'Europeo U19: 1

2022 (5 reti)
- Golden Girl: 1

Miglior italiana Under-21: 2022